# پاتشلاویتسه
پاتشلاویتسه (به چکی: Pačlavice) یک منطقهٔ مسکونی در جمهوری چک است که در ناحیه کرومیریژ واقع شده‌است. پاتشلاویتسه ۱۵٫۴۷ کیلومتر مربع مساحت و ۸۷۶ نفر جمعیت دارد و ۲۶۰ متر بالاتر از سطح دریا واقع شده‌است.